# Schistidium olivaceum
Schistidium olivaceum är en bladmossart som beskrevs av Ryszard Ochyra och Jesús Muñoz 2000. Schistidium olivaceum ingår i släktet blommossor, och familjen Grimmiaceae. Inga underarter finns listade i Catalogue of Life.